# Перламутровка таволговая
Перламутровка таволговая или перламутровка ино (Brenthis ino) — вид дневных бабочек из семейства нимфалид. Длина переднего крыла 18 — 23,5 мм.

## Этимология названия

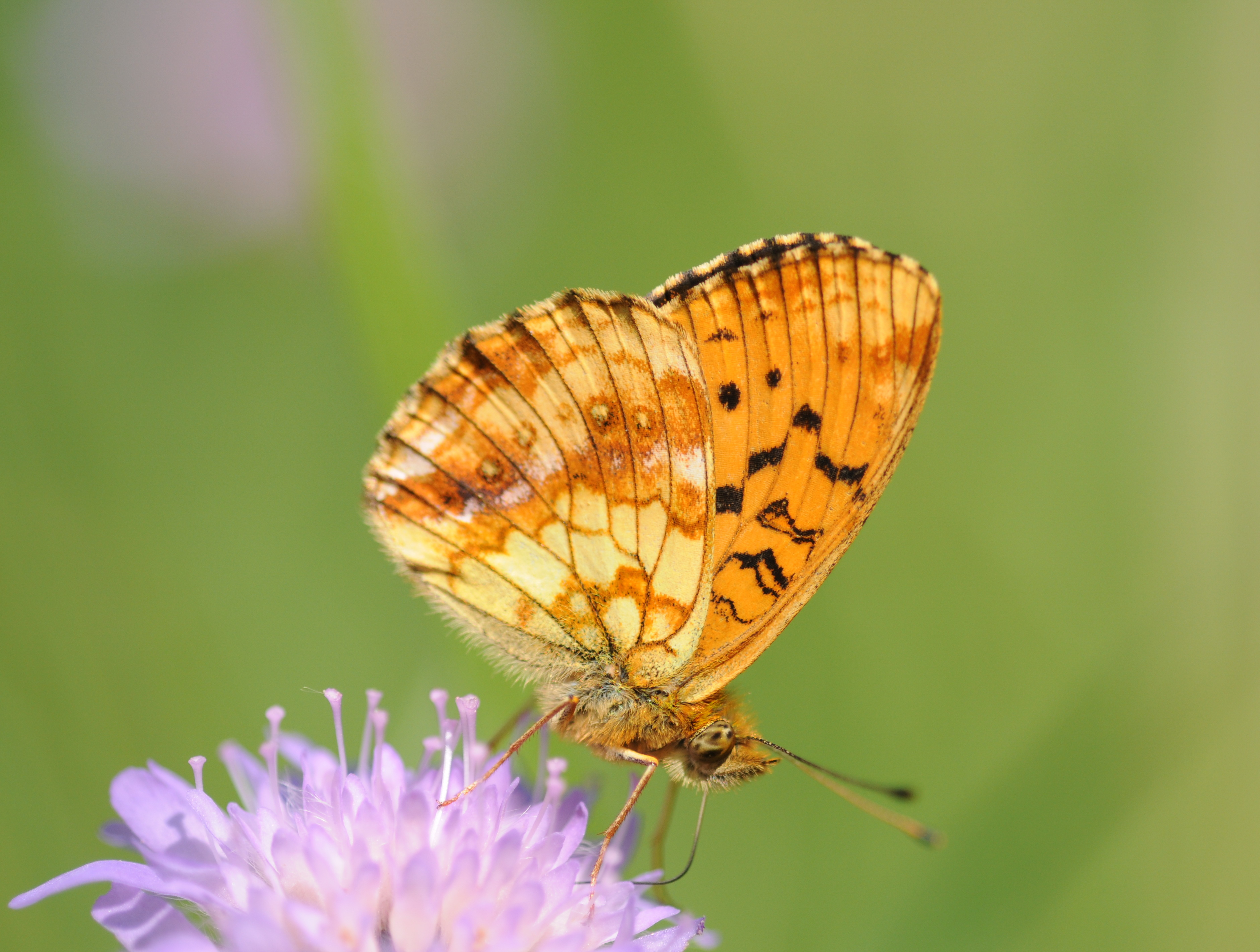

Ино (греческая мифология) — дочь фиванского царя Кадма и Гармонии, жена Адаманта, мачеха Фрикса и Геллы. Одно из русских названий вида связано с лабазником (таволгой) (Filipendula sp.) — одним из кормовых растений гусениц этого вида.

## Ареал
Ареал вида охватывает внетропическую Евразию. Широко распространенный вид, который встречается на большей части территории Восточной Европы. Отсутствует лишь на крайнем севере за полярным кругом, в степной зоне Украины и в Прикаспийской низменности. Встречается также в горном Крыму, в Предкавказье и на Большом Кавказе.
Населяет лесные опушки, обочины дорог, поляны, берега рек, заливные и влажные пойменные луга, низинные болота. На Кавказе встречается по берегам горных рек и ручьёв, на открытых лугах и зарослям кустарников, заболоченных лугах, лесных полянах и опушках, субальпийских лугах на высотах от 500 до 2000 м н.у.м. Здесь вид весьма обычен, хотя встречается локально.

## Жизненный цикл

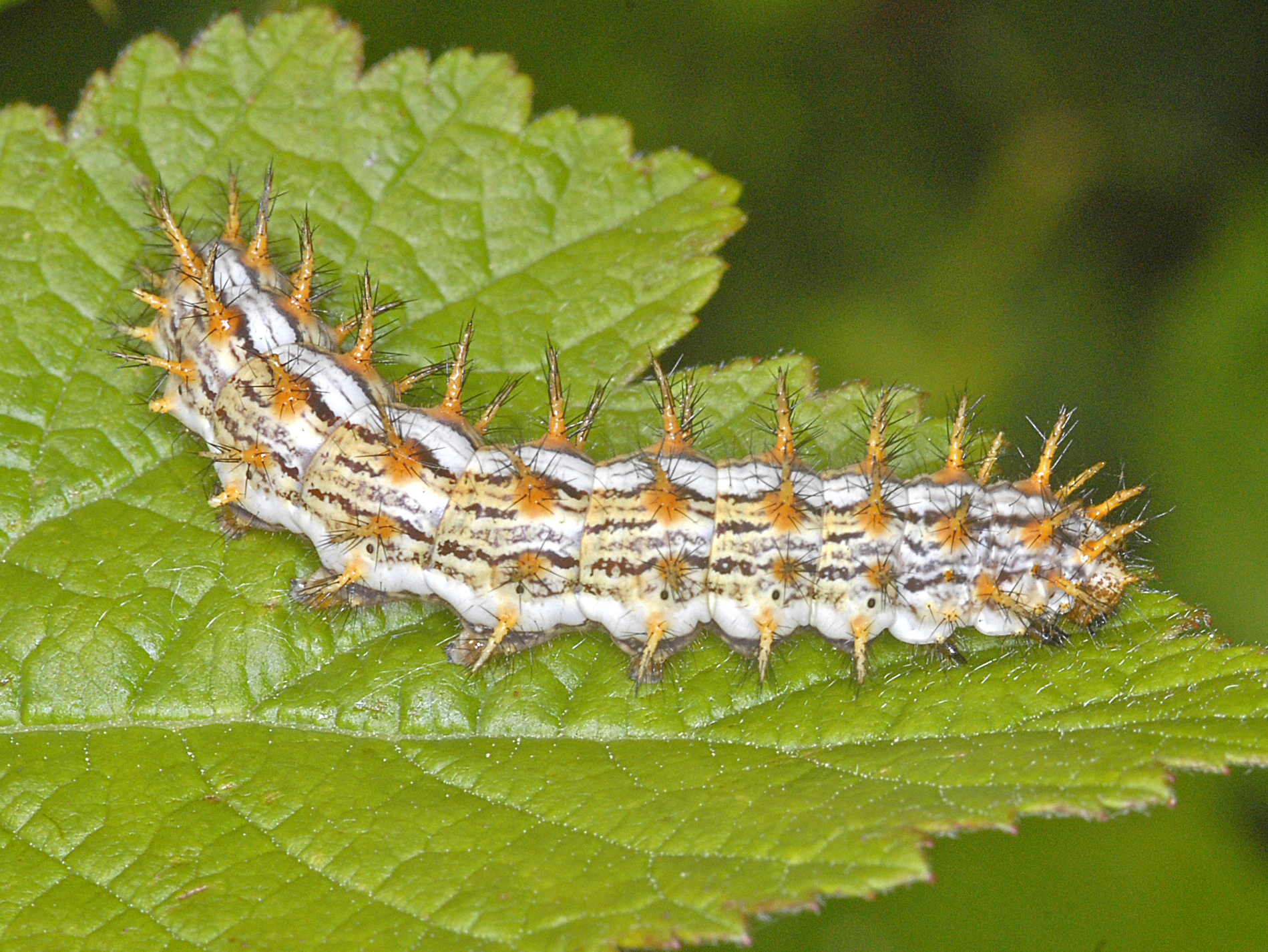
Гусеница

За год развивается в одном поколении. Время лёта с начала июля до середины августа. На равнине пик лёта приходится на июнь и заканчивается в середине июля, в горах — пик лета в июле. Бабочки питаются нектаром цветков. На ночлег устраиваются в кронах деревьев либо в кустарниках. Иногда могут наблюдаться скопления бабочек на отдельно стоящих деревьях. Самцы в поисках самок, низко порхают над травянистой растительностью. Самки откладывают яйца поштучно (либо по 1 −2 шт.) на нижнюю сторону листьев кормовых растений. По информации одних авторов зимует яйцо, согласно другим — зимуют молодые гусеницы. Гусеницы активны главным образом в ночное время. Питаются листьями таволги вязолистной (Filipendula ulmaria), кровохлебки (Sanguisorba officinalis), малины, ежевики, фиалки, волжанки обыкновенной. Гусеницы вырастают до 25 мм. Куколка свободная, прикрепляется кремастером к субстрату головой вниз.